# Fenómeno de Gibbs

Aproximación funcional de una onda cuadrada usando 5 armónicos

Aproximación funcional de una onda cuadrada usando 25 armónicos

Aproximación funcional de una onda cuadrada usando 125 armónicos

En matemáticas, el fenómeno de Gibbs es el comportamiento oscilatorio de la serie de Fourier de una función definida a trozos periódica y continuamente diferenciable que se produce alrededor de una discontinuidad de salto. La {\textstyle N}-ésima serie parcial de Fourier hasta el de la función (formada por la suma de los {\textstyle N} primeros términos de la serie de Fourier de la función) produce grandes picos alrededor del punto de salto, generando sobreimpulsos y subimpulsos respecto a los valores de la función. A medida que se utilizan más términos de la sinusoide, este error de aproximación tiende a un límite de aproximadamente el 9 % del salto, aunque la  suma de la serie de Fourier infinita finalmente converge en casi todas partes (es decir, alcanza la convergencia en todos los puntos continuos, pero no en los puntos de discontinuidad).
El fenómeno de Gibbs fue observado por físicos experimentales y se creía que se debía a imperfecciones en los aparatos de medición, pero en realidad es un resultado matemático. Es una de las causas de la aparición de los denominados artefactos de anillo en el procesamiento de señales.

## Descripción
El fenómeno de Gibbs es un comportamiento de la serie de Fourier de una función con una discontinuidad de salto y se describe de la siguiente manera:
 A medida que se toman más constituyentes o componentes de la serie de Fourier, esta última muestra el primer exceso en el comportamiento oscilatorio alrededor del punto de salto que se acerca al ~ 9 % del salto (completo), y esta oscilación no desaparece sino que se acerca al punto en el que la integral de la oscilación se acerca a cero (es decir, a la energía cero en la oscilación).
En el punto de salto, la serie de Fourier proporciona el promedio de los límites de ambos lados de la función hacia el punto.

### Ejemplo de la onda cuadrada
Las tres imágenes de la derecha demuestran el fenómeno de Gibbs para una onda cuadrada (con una amplitud de pico a pico de {\textstyle c} de {\textstyle -c/2} a {\textstyle c/2} y la periodicidad {\textstyle L}) cuya serie parcial de Fourier hasta el {\textstyle N}-ésimo término es
{\displaystyle {\frac {2c}{\pi }}\left(\sin(\omega x)+{\frac {1}{3}}\sin(3\omega x)+\cdots +{\frac {1}{N-1}}\sin((N-1)\omega x)\right)}
donde {\textstyle \omega =2\pi /L}. Más precisamente, esta onda cuadrada es la función {\textstyle f(x)} que es igual a {\displaystyle {\tfrac {c}{2}}} entre {\textstyle 2n(L/2)} y {\textstyle (2n+1)(L/2)} y {\textstyle -{\tfrac {c}{2}}} entre {\textstyle (2n+1)(L/2)} y {\textstyle (2n+2)(L/2)} para cada número entero {\textstyle n}. Por lo tanto, esta onda cuadrada tiene una discontinuidad de salto de altura de pico a pico {\textstyle c} en cada múltiplo entero de {\textstyle L/2}.
A medida que se agregan más términos sinusoidales (es decir, aumentando {\textstyle N}), el error de la serie parcial de Fourier converge a una altura fija. Pero debido a que el ancho del error continúa estrechándose, el área del error – y por ende, la energía del error – converge a 0. El análisis de la onda cuadrada revela que el error excede la altura (desde cero) {\displaystyle {\tfrac {c}{2}}} de la onda cuadrada en
{\displaystyle {\frac {c}{\pi }}\int _{0}^{\pi }{\frac {\sin(t)}{t}}\ dt-{\frac {c}{2}}=c\cdot (0.089489872236\dots ).}(A243268)
o alrededor del 9 % del salto completo {\textstyle c}. De manera más general, en cualquier discontinuidad de una función continuamente diferenciable por partes con un salto de {\textstyle c}, la serie parcial de Fourier {\textstyle N}th de la función (para un valor de {\textstyle N} muy grande) sobrepasará este salto por un error que se aproxima a {\textstyle c\cdot (0.089489872236\dots )} en un extremo y lo sobrepasará en la misma cantidad en el otro extremo. Por lo tanto, el "salto completo" en la serie parcial de Fourier será aproximadamente un 18 % mayor que el salto completo en la función original. En la discontinuidad, la serie parcial de Fourier convergerá al punto medio del salto (independientemente del valor real de la función original en la discontinuidad) como consecuencia del teorema de Dirichlet. La cantidad
{\displaystyle \int _{0}^{\pi }{\frac {\sin t}{t}}\ dt=(1.851937051982\dots )={\frac {\pi }{2}}+\pi \cdot (0.089489872236\dots )}(A036792)
a veces se conoce como "constante de Wilbraham-Gibbs".

### Historia
El fenómeno de Gibbs fue observado y analizado por primera vez por Henry Wilbraham en un artículo de 1848. El artículo atrajo poca atención hasta 1914, cuando fue mencionado en la revisión de análisis matemático de Heinrich Burkhardt en la Enciclopedia de Klein. En 1898, Albert Abraham Michelson desarrolló un dispositivo que podía calcular y resintetizar la serie de Fourier. Un mito muy extendido dice que cuando se introducían los coeficientes de Fourier para una onda cuadrada en la máquina, la gráfica oscilaría en las discontinuidades, y que como era un dispositivo físico sujeto a defectos de fabricación, Michelson estaba convencido de que el exceso se debía a errores en la máquina. De hecho, los gráficos producidos por la máquina no eran lo suficientemente buenos como para mostrar claramente el fenómeno de Gibbs, y es posible que Michelson no lo hubiera notado, ya que no mencionó este efecto en su artículo (Michelson y Stratton, 1898) sobre su máquina o en sus cartas posteriores a la revista Nature.
Inspirado por la correspondencia entre Michelson y A. E. H. Love publicada en Nature sobre la convergencia de la serie de Fourier de la función de onda cuadrada, J. Willard Gibbs publicó una nota en 1898 señalando la importante distinción entre el límite de las gráficas de las sumas parciales de la función de Fourier en serie de una onda de sierra, y la gráfica del límite de esas sumas parciales. En su primera carta, Gibbs no se dio cuenta del fenómeno que llevaría su nombre, y el límite que describió para las gráficas de las sumas parciales era inexacto. En 1899 publicó una corrección en la que describía el exceso en el punto de discontinuidad (Nature, 27 de abril de 1899, p. 606). En 1906, Maxime Bôcher realizó un análisis matemático detallado de ese exceso, acuñando el término de "fenómeno de Gibbs" lo que acabó generalizando el uso del término.
Después de que la existencia del artículo de Henry Wilbraham se hiciera ampliamente conocida, en 1925 Horatio Scott Carslaw comentó: "Todavía podemos llamar a esta propiedad de la serie de Fourier (y de algunas otras series) fenómeno de Gibbs; pero ya no debemos afirmar que la propiedad fue descubierta por primera vez por Gibbs."

### Explicación
Informalmente, el fenómeno de Gibbs refleja la dificultad inherente a aproximar una función discontinua mediante una serie "finita" de ondas sinusoidales continuas. Es importante poner énfasis en la palabra "finita", porque aunque cada suma parcial de la serie de Fourier sobrepasa cada discontinuidad a la que se aproxima, el límite de sumar un número infinito de ondas sinusoidales no lo hace. Los picos de exceso se acercan cada vez más a la discontinuidad a medida que se suman más términos, por lo que la convergencia es posible.
No hay contradicción (entre el error de sobreimpulso que converge a una altura distinta de cero incluso si la suma infinita no tiene sobreimpulso), porque los picos de sobreimpulso se mueven hacia la discontinuidad. En consecuencia, el fenómeno de Gibbs exhibe convergencia puntual, pero no convergencia uniforme. Para una función continuamente diferenciable (de la clase C1) por partes, la serie de Fourier converge a la función en "todos los puntos", excepto en las discontinuidades de salto. En las discontinuidades de salto, la suma infinita convergerá al punto medio de la discontinuidad del salto (es decir, el promedio de los valores de la función a cada lado del salto), como consecuencia del teorema de Dirichlet.
El fenómeno de Gibbs está estrechamente relacionado con el principio de que la suavidad de una función controla la tasa de decaimiento de sus coeficientes de Fourier. Los coeficientes de Fourier de funciones más suaves decaerán más rápidamente (lo que dará como resultado una convergencia más rápida), mientras que los coeficientes de Fourier de funciones discontinuas decaerán lentamente (lo que dará como resultado una convergencia más lenta). Por ejemplo, la onda cuadrada discontinua tiene coeficientes de Fourier {\displaystyle ({\tfrac {1}{1}},{\scriptstyle {\text{0}}},{\tfrac {1}{3}},{\scriptstyle {\text{0}}},{\tfrac {1}{5}},{\scriptstyle {\text{0}}},{\tfrac {1}{7}},{\scriptstyle {\text{0}}},{\tfrac {1}{9}},{\scriptstyle {\text{0}}},\dots )} que decaen solo a una velocidad de {\displaystyle {\tfrac {1}{n}}}, mientras que la Onda triangular continua tiene coeficientes de Fourier {\displaystyle ({\tfrac {1}{1^{2}}},{\scriptstyle {\text{0}}},{\tfrac {-1}{3^{2}}},{\scriptstyle {\text{0}}},{\tfrac {1}{5^{2}}},{\scriptstyle {\text{0}}},{\tfrac {-1}{7^{2}}},{\scriptstyle {\text{0}}},{\tfrac {1}{9^{2}}},{\scriptstyle {\text{0}}},\dots )} que decaen a una velocidad mucho más rápida de {\displaystyle {\tfrac {1}{n^{2}}}}.
Esto solo proporciona una explicación parcial del fenómeno de Gibbs, ya que las series de Fourier con coeficientes absolutamente convergentes serían uniformemente convergentes sgún la prueba M de Weierstrass y, por lo tanto, no podrían exhibir el comportamiento oscilatorio anterior. Por la misma razón, es imposible que una función discontinua tenga coeficientes de Fourier absolutamente convergentes, ya que la función sería así el límite uniforme de funciones continuas, y por tanto sería continua, lo que implicaría una contradicción (véase Convergencia de series de Fourier).

### Soluciones
Dado que el fenómeno de Gibbs proviene de una insuficiencia de datos, se puede eliminar utilizando núcleos que nunca sean negativos, como el núcleo de Fejér.
En la práctica, las dificultades asociadas con el fenómeno de Gibbs pueden mejorarse utilizando un método más suave de suma de series de Fourier, como el sumatorio de Fejér o la media de Riesz; o bien utilizando la aproximación sigma. Utilizando una transformada con forma de ondícula continua, el fenómeno de Gibbs para una ondícula nunca excede al fenómeno de Fourier Gibbs. Además, al utilizar la transformada de ondículas discreta con la ondícula de Haar, el fenómeno de Gibbs no aparece en absoluto en el caso de datos continuos en discontinuidades de salto, y es mínimo en el caso discreto en puntos de cambio grandes. En el análisis de ondículas, esto se conoce comúnmente como fenómeno de Longo. En el entorno de interpolación polinomial, el fenómeno de Gibbs se puede mitigar utilizando el algoritmo S-Gibbs.

## Descripción matemática formal del fenómeno de Gibbs

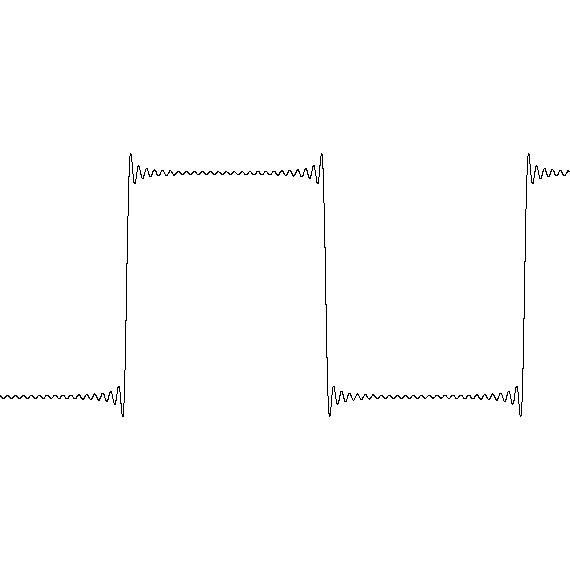
Aproximación funcional de una onda cuadrada.

Sea {\textstyle f:{\mathbb {R} }\to {\mathbb {R} }} una función definida a trozos continuamente diferenciable que es periódica con algún período {\textstyle L>0}. Supóngase que en algún punto {\textstyle x_{0}}, el límite izquierdo {\textstyle f(x_{0}^{-})} y el límite derecho {\textstyle f(x_{0}^{+})} de la función {\textstyle f} difieren por un salto distinto de cero de {\textstyle c}:
{\displaystyle f(x_{0}^{+})-f(x_{0}^{-})=c\neq 0.}
Para cada entero positivo {\textstyle N} = 1, sea {\textstyle S_{N}f(x)} la {\textstyle N}-ésima serie de Fourier parcial ({\textstyle S_{N}} puede tratarse como un operador matemático en funciones).
{\displaystyle S_{N}f(x):=\sum _{-N\leq n\leq N}{\widehat {f}}(n)e^{\frac {i2\pi nx}{L}}={\frac {1}{2}}a_{0}+\sum _{n=1}^{N}\left(a_{n}\cos \left({\frac {2\pi nx}{L}}\right)+b_{n}\sin \left({\frac {2\pi nx}{L}}\right)\right),}
donde los coeficientes de Fourier {\textstyle {\widehat {f}}(n),a_{n},b_{n}} para números enteros {\textstyle n} vienen dados por las fórmulas habituales
{\displaystyle {\widehat {f}}(n):={\frac {1}{L}}\int _{0}^{L}f(x)e^{-{\frac {i2\pi nx}{L}}}\,dx}
{\displaystyle a_{0}:={\frac {1}{L}}\int _{0}^{L}f(x)\ dx}
{\displaystyle a_{n}:={\frac {2}{L}}\int _{0}^{L}f(x)\cos \left({\frac {2\pi nx}{L}}\right)\,dx}
{\displaystyle b_{n}:={\frac {2}{L}}\int _{0}^{L}f(x)\sin \left({\frac {2\pi nx}{L}}\right)\,dx.}
Entonces, se tiene que
{\displaystyle \lim _{N\to \infty }S_{N}f\left(x_{0}+{\frac {L}{2N}}\right)=f(x_{0}^{+})+c\cdot (0.089489872236\dots )}
y
{\displaystyle \lim _{N\to \infty }S_{N}f\left(x_{0}-{\frac {L}{2N}}\right)=f(x_{0}^{-})-c\cdot (0.089489872236\dots )}
pero
{\displaystyle \lim _{N\to \infty }S_{N}f(x_{0})={\frac {f(x_{0}^{-})+f(x_{0}^{+})}{2}}.}
De manera más general, si {\textstyle x_{N}} es cualquier secuencia de números reales que converge a {\textstyle x_{0}} como {\textstyle N\to \infty }, y si el salto de {\textstyle a} es positivo, entonces
{\displaystyle \limsup _{N\to \infty }S_{N}f(x_{N})\leq f(x_{0}^{+})+c\cdot (0.089489872236\dots )}
y
{\displaystyle \liminf _{N\to \infty }S_{N}f(x_{N})\geq f(x_{0}^{-})-c\cdot (0.089489872236\dots ).}
Si en cambio el salto de {\textstyle c} es negativo, es necesario intercambiar el límite superior ({\textstyle \limsup }) por el límite inferior ({\textstyle \liminf }), y también intercambiar los signos {\textstyle \leq } y {\textstyle \geq }, en las dos desigualdades anteriores.

### Demostración del fenómeno de Gibbs en un caso general
Dicho nuevamente, sea {\textstyle f:{\mathbb {R} }\to {\mathbb {R} }} una función continuamente diferenciable por partes que es periódica con algún período {\textstyle L>0}, y esta función tiene múltiples puntos de discontinuidad de salto denominados {\textstyle x_{i}}, donde {\textstyle i=0,1,2,} y así sucesivamente. En cada discontinuidad, la cantidad del salto vertical completo es {\textstyle c_{i}}.
Entonces, {\textstyle f} se puede expresar como la suma de una función continua {\textstyle f_{c}} y una función de varios pasos {\textstyle f_{s}} que es la suma de funciones escalonadas como:
{\displaystyle f=f_{c}+f_{s},}:{\displaystyle f_{s}=f_{s_{1}}+f_{s_{2}}+f_{s_{3}}+\cdots ,}:{\displaystyle f_{s_{i}}(x)={\begin{cases}0&{\text{ si }}x\leq x_{i},\\c_{i},&{\text{ si }}x>x_{i}.\end{cases}}}
{\textstyle S_{N}f(x)} como serie parcial de Fourier {\textstyle N}th de {\textstyle f=f_{c}+f_{s}=f_{c}+\left(f_{s_{1}}+f_{s_{2}}+f_{s_{3}}+\ldots \right)} convergerá en todos los puntos {\textstyle x}, excepto en aquellos cercanos a las discontinuidades {\textstyle x_{i}}. Alrededor de cada punto de discontinuidad {\textstyle x_{i}}, {\textstyle f_{s_{i}}} solo se verá afectada por el fenómeno de Gibbs propio (el error de convergencia oscilatoria máximo de ~ 9% del salto {\displaystyle c_{i}}, como se demuestra en el análisis de una onda cuadrada) porque otras funciones son continuas ({\displaystyle f_{c}}) o planas de valor cero ({\displaystyle f_{s_{j}}}) donde {\displaystyle j\neq i}) alrededor de ese punto. Esto demuestra cómo se produce el fenómeno de Gibbs en cada discontinuidad.

## Explicación del procesamiento de señales

El seno cardinal, la respuesta a impulso de un filtro paso bajo ideal. La escala reduce la función y, en consecuencia, aumenta la magnitud (que no se muestra aquí), pero no reduce la magnitud del subimpulso, que es la integral de la cola

Desde el punto de vista de procesamiento de señales, el fenómeno de Gibbs es la respuesta escalonada de un filtro paso bajo, y las oscilaciones se denominan artefactos de anillo. Truncar la transformada de Fourier de una señal en la recta real, o la serie de Fourier de una señal periódica (equivalentemente, una señal en una circunferencia), corresponde a filtrar las frecuencias más altas con un filtro de paso bajo ideal (filtro Sinc). Esto se puede representar como la convolución de la señal original con la respuesta a impulso del filtro (también conocida como núcleo), que es el seno cardinal. Por lo tanto, el fenómeno de Gibbs puede verse como el resultado de convolucionar una función escalón de Heaviside (si no se requiere periodicidad) o una onda cuadrada (en caso contrrio) con una función sinc: las oscilaciones en la función sinc causan ondas en la salida.

La integral senoidal, que muestra el fenómeno de Gibbs para una función escalonada en la recta real

En el caso de convolucionar con una función escalonada de Heaviside, la función resultante es exactamente la integral de la función sinc, la integral seno. Para una onda cuadrada la descripción no es tan sencilla. Para la función escalonada, la magnitud del subimpulso es, por lo tanto, exactamente la integral de la cola izquierda hasta el primer cero negativo: para el seno normalizado del período de muestreo unitario, esto es {\textstyle \int _{-\infty }^{-1}{\frac {\sin(\pi x)}{\pi x}}\,dx.}. En consecuencia, el sobreimpulso es de la misma magnitud: la integral de la cola derecha o (equivalentemente) la diferencia entre la integral desde el infinito negativo hasta el primer cero positivo menos 1 (el valor que no se sobrepasa).
El exceso y el defecto se pueden entender de la siguiente manera: los núcleos generalmente se normalizan para tener una integral 1, por lo que dan como resultado una asignación de funciones constantes a funciones constantes; de lo contrario, tienen ganancia. El valor de una convolución en un punto es una combinación lineal de la señal de entrada, con coeficientes (pesos) los valores del núcleo.
Si un núcleo no es negativo, como en el caso de la función gaussiana, entonces el valor de la señal filtrada será una combinación convexa de los valores de entrada (los coeficientes (el núcleo) se integran a 1 y no son negativos) y, por lo tanto, caerá entre el mínimo y el máximo de la señal de entrada; no se sobrepasa hacia arriba ni hacia abajo. Si, por otro lado, el núcleo asume valores negativos, como la función sinc, entonces el valor de la señal filtrada será una combinación afín de los valores de entrada, y puede quedar fuera del mínimo y máximo de la señal de entrada, lo que resultará en falta y exceso, como en el caso del fenómeno de Gibbs.
Tomar una expansión más larga (cortar a una frecuencia más alta) corresponde en el dominio de la frecuencia a ensanchar la pared de ladrillos, lo que en el dominio del tiempo corresponde a estrechar la función sinc y aumentar su altura en el mismo factor, dejando las integrales entre los puntos correspondientes sin cambios. Esta es una característica general de la transformada de Fourier: el ensanchamiento en un dominio corresponde al estrechamiento y aumento de la altura en el otro. Esto da como resultado que las oscilaciones en sinc sean más estrechas y más altas, y (en la función filtrada después de la convolución) produce oscilaciones que son más estrechas (y por lo tanto con un "área" más pequeña) pero que "no" tienen una "magnitud" reducida: cortar en cualquier frecuencia finita da como resultado una función sinc, por estrecha que sea, con las mismas integrales de cola. Esto explica la persistencia del exceso y del defecto.

Las oscilaciones se pueden interpretar como una convolución con sinc
Un corte más alto hace que el sinc sea más estrecho pero más alto, con integrales de cola de la misma magnitud, lo que produce oscilaciones de mayor frecuencia, pero cuya magnitud no desaparece

Así, las características del fenómeno de Gibbs se interpretan de la siguiente manera:
- El subimpulso se debe a que la respuesta al impulso tiene una integral de cola negativa, lo cual es posible porque la función toma valores negativos;
- El exceso compensa el defecto por simetría (la integral general no cambia bajo el filtrado);
- La persistencia de las oscilaciones se debe a que aumentar el límite estrecha la respuesta al impulso pero no reduce su integral, y por lo tanto, las oscilaciones se mueven hacia la discontinuidad, pero no disminuyen en magnitud.

## Análisis de la onda cuadrada

Animación de la síntesis aditiva de una onda cuadrada (con la periodicidad 1 y la amplitud pico a pico 2 de -1 a 1) con un número creciente de armónicos. El fenómeno de Gibbs como oscilaciones alrededor de discontinuidades de salto es visible especialmente cuando el número de armónicos es grande

Se va a examinar la serie parcial de Fourier {\textstyle N}th {\textstyle S_{N}f(x)} de una onda cuadrada {\textstyle f(x)} con la periodicidad {\textstyle L} y una discontinuidad de un salto vertical "completo" {\textstyle c} de {\textstyle y=y_{0}} en {\textstyle x=x_{0}}. Debido a que el caso de {\textstyle N} impar es muy similar, solo se analiza el caso en el que {\textstyle N} es par:
| :{\displaystyle S_{N}f(x)=\left(y_{0}+{\frac {c}{2}}\right)+{\frac {2c}{\pi }}\left(\sin(\omega (x-x_{0}))+{\frac {1}{3}}\sin(3\omega (x-x_{0}))+\cdots +{\frac {1}{N-1}}\sin((N-1)\omega (x-x_{0}))\right)} |

con {\textstyle \omega ={\frac {2\pi }{L}}} ({\textstyle N=2N'} donde {\textstyle N'} es el número de componentes sinusoidales distintos de cero de la serie de Fourier, por lo que hay publicaciones que utilizan {\textstyle N'} en lugar de {\textstyle N}). Sustituyendo {\textstyle x=x_{0}} (un punto de discontinuidad), se obtiene que
{\displaystyle S_{N}f(x_{0})=\left(y_{0}+{\frac {c}{2}}\right)={\frac {f(0^{-})+f(0^{+})}{2}}={\frac {y_{0}+(y_{0}+c)}{2}}}
como se afirmó anteriormente. El primer término que solo sobrevive es el promedio de la serie de Fourier.
A continuación, se encuentra el primer máximo de la oscilación alrededor de la discontinuidad {\textstyle x=x_{0}} comprobando las derivadas primera y segunda de {\textstyle S_{N}f(x)}. La primera condición para el máximo es que la primera derivada sea igual a cero como
{\displaystyle {\frac {d}{dx}}S_{N}f(x)={\frac {2c}{\pi }}\left(\cos(\omega (x-x_{0}))+\cos(3\omega (x-x_{0}))+\cdots +\cos((N-1)\omega (x-x_{0}))\right)={\frac {c}{\pi }}{\frac {\sin(N\omega (x-x_{0}))}{\sin(\omega (x-x_{0}))}}=0}
donde la segunda igualdad es de una de las identidades trigonométricas de Lagrange. Al resolver esta condición se obtiene {\textstyle x-x_{0}=k\pi /(N\omega )=kL/(2N)} para los números enteros {\textstyle k} excluyendo los múltiplos de {\textstyle N\omega } para evitar el denominador cero, por lo que se permiten {\textstyle k=1,2,\ldots ,N\omega -1,N\omega +1,\ldots } y sus negativos.
La segunda derivada de {\textstyle S_{N}f(x)} en {\textstyle x-x_{0}=kL/(2N)} es
{\displaystyle {\frac {d^{2}}{dx^{2}}}S_{N}f(x)={\frac {c\omega }{\pi }}\left({\frac {N\cos(N\omega (x-x_{0}))\sin(\omega (x-x_{0}))-\sin(N\omega (x-x_{0}))\cos(\omega (x-x_{0}))}{\sin ^{2}(\omega (x-x_{0}))}}\right),}:{\displaystyle \left.{\frac {d^{2}}{dx^{2}}}S_{N}f(x)\right\vert _{x_{0}+kL/(2N)}={\begin{cases}{\frac {2c}{L}}{\frac {N}{\sin(k\pi /N)}},&{\text{ si }}k{\text{ es par, }}\\[4pt]{\frac {2c}{L}}{\frac {-N}{\sin(k\pi /N)}},&{\text{ si }}k{\text{ es impar.}}\end{cases}}}
Por lo tanto, el primer máximo se localiza en {\textstyle x=x_{0}+L/(2N)} ({\textstyle k=1}) y {\textstyle S_{N}f(x)} en este valor de {\textstyle x} es
{\displaystyle S_{N}f\left(x_{0}+{\frac {L}{2N}}\right)=\left(y_{0}+{\frac {c}{2}}\right)+{\frac {2c}{\pi }}\left(\sin \left({\frac {\pi }{N}}\right)+{\frac {1}{3}}\sin \left({\frac {3\pi }{N}}\right)+\cdots +{\frac {1}{N-1}}\sin \left({\frac {(N-1)\pi }{N}}\right)\right)}
Si se introduce el seno cardinal {\textstyle \operatorname {sinc} (x)={\frac {\sin(\pi x)}{\pi x}}} normalizado para {\textstyle x\neq 0}, esto se puede reescribir como
{\displaystyle S_{N}f\left(x_{0}+{\frac {L}{2N}}\right)=(y_{0}+{\frac {c}{2}})+c\left[{\frac {2}{N}}\operatorname {sinc} \left({\frac {1}{N}}\right)+{\frac {2}{N}}\operatorname {sinc} \left({\frac {3}{N}}\right)+\cdots +{\frac {2}{N}}\operatorname {sinc} \left({\frac {(N-1)}{N}}\right)\right].}
Para un {\textstyle N} suficientemente grande, la expresión entre corchetes es una aproximación mediante la suma de Riemann a la integral {\textstyle \int _{0}^{1}\operatorname {sinc} (x)\ dx} (más precisamente, es una aproximación mediante la suma de Riemann con espaciado {\displaystyle {\tfrac {2}{N}}}). Dado que la función sinc es continua, esta aproximación converge a la integral como {\displaystyle N\to \infty }. Así, se obtiene que
{\displaystyle {\begin{aligned}\lim _{N\to \infty }S_{N}f\left(x_{0}+{\frac {L}{2N}}\right)&=(y_{0}+{\frac {c}{2}})+c\int _{0}^{1}\operatorname {sinc} (x)\,dx\\[8pt]&=(y_{0}+{\frac {c}{2}})+{\frac {c}{\pi }}\int _{x=0}^{1}{\frac {\sin(\pi x)}{\pi x}}\,d(\pi x)\\[8pt]&=(y_{0}+{\frac {c}{2}})+{\frac {c}{\pi }}\int _{0}^{\pi }{\frac {\sin(t)}{t}}\ dt\quad =\quad (y_{0}+c)+c\cdot (0.089489872236\dots ),\end{aligned}}}
lo que ya se afirmó en el apartado anterior. Un cálculo similar muestra que
{\displaystyle \lim _{N\to \infty }S_{N}f\left(x_{0}-{\frac {L}{2N}}\right)=-c\int _{0}^{1}\operatorname {sinc} (x)\,dx=y_{0}-c\cdot (0.089489872236\dots ).}

## Consecuencias
El fenómeno de Gibbs es indeseable porque causa artefactos, a saber, clipping por el sobreimpulso y el subimpulso, y artefactos de anillo por las oscilaciones. En el caso del filtrado de paso bajo, estos se pueden reducir o eliminar utilizando diferentes filtros de paso bajo.
En imagen por resonancia magnética, el fenómeno de Gibbs provoca artefactos en presencia de regiones adyacentes de intensidad de señal marcadamente diferente. Esto se encuentra más comúnmente en resonancias magnéticas de columna, donde el fenómeno de Gibbs puede simular la apariencia de una siringomielia (un quiste en la médula espinal).
El fenómeno de Gibbs se manifiesta como un artefacto de patrón cruzado en la transformada de Fourier discreta de una imagen, donde la mayoría de las imágenes (por ejemplo, micrografía o fotografías) tienen una marcada discontinuidad entre los límites en la parte superior/inferior e izquierda/derecha de una imagen. Cuando se imponen condiciones de contorno periódicas en la transformada de Fourier, esta discontinuidad de salto se representa mediante un continuo de frecuencias en los ejes en el espacio recíproco (es decir, un patrón cruzado de intensidad en la transformada de Fourier).
Y aunque este artículo se centró principalmente en la dificultad de intentar construir discontinuidades sin artefactos con solo una serie de Fourier parcial, también es importante considerar que debido a que la transformada inversa de Fourier es extremadamente similar a la transformada de Fourier, existe de manera equivalente una dificultad al intentar construir discontinuidades en el dominio de frecuencia utilizando solo una serie parcial de Fourier. Así, por ejemplo, debido a que los filtros sinc y las funciones rectangulares idealizados tienen discontinuidades en el dominio de la frecuencia, su representación exacta en el dominio del tiempo requiere necesariamente una respuesta de impulso del filtro Sinc infinitamente larga, ya que una respuesta finita dará como resultado una ondulación de Gibbs en la respuesta en frecuencia cerca de las frecuencias de corte, aunque esta ondulación puede reducirse mediante ventaneo finito con filtros de respuesta de impulso (a expensas de bandas de transición más amplias).